# Irisin
Irisin er et hormon dannet i muskelceller, som stimulerer stofskiftet i fedtceller.
Hormonet er første gang beskrevet jan. 2012 i en artikel i Nature og opkaldt efter den græske gudinde, Iris, som var gudernes sendebud.
Produktionen af irisin i muskelceller øges ved muskelaktivitet. Irisin er et peptid, der fraspaltes et membranprotein (FNDC5) som et resultat af forhøjet aktivitet af proteinet, PGC1-α, i aktive muskelceller. Irisin har samme opbygning hos mus og menneske.
PGC1-α er en transkriptions coaktivator, som i muskelceller fører til dannelse af mitokondrier (mitokondrie-biogenese) og ændring af muskelfiber-type fra type IIb til type IIa og I, og i fedtceller fører til differentiering fra hvide fedtceller med fedtdepot til brune fedtceller med mange mitokondrier, høj forbrænding af fedtsyrer og varmeproduktion (termogenese).
Irisin fra muskelceller virker på samme måde på fedtceller, så de øger forbrænding og varmeproduktion. I tillæg fremmer irisin optagelse af glukose i celler og modvirker derved insulin-resistens. Tilsvarende effekt opnås ved injektion af irisin. Receptor for irisin på fedtceller er ikke kendt.
Irisin forklarer således hvordan fysisk aktivitet øger energiomsætning – udover energiforbruget aktiviteten indebærer – og modvirker overvægt og udvikling af type 2-diabetes. 